# Megaselia modificata
Megaselia modificata är en tvåvingeart som beskrevs av Borgmeier 1962. Megaselia modificata ingår i släktet Megaselia och familjen puckelflugor. Inga underarter finns listade i Catalogue of Life.